# Barbara Williams
Barbara Williams (Vancouver Island, Columbia Britânica) é uma atriz canadense. 

## Filmografia

### Televisão
- 2008 Quarterlife como Maggie
- 2006 Bones como Barbara Harper
- 2002 CSI: Crime Scene Investigation como Diane Logan
- 1998 Sins of the City como Sam Richardson
- 1997 Millenium como Dawn
- 1995 The Outer Limits como Caitlin Doyle
- 1994 Picket Fences como Vera Keegan
- 1993 Star Trek: The Next Generation como Anna
- 1991 The Hidden Room como Claire McIntire
- 1991 Sweating Bulletts como Philomena
- 1990 Against the Law como Phoebe
- 1989 Street Legal como Pat Hardaker
- 1987 Stingray como Ginny Mitchell
- 1985 Alfred Hitchcock Presents como Maggie Verona

### Cinema
- 2006 Little Chenier como Bernell
- 2003 Manhood como Faith
- 2003 The Inner Circle como Barbara
- 2002 Perfect Pie como Marie Begg
- 2001 Jack the Dog como Faith
- 2000 Love Come Down como Olive Carter
- 1998 Bone Daddy como Sharon
- 1998 They Come at Night como Drª. Sarah Schaefer
- 1998 Krippendorf's Tribe como Prof. Jennifer Harding
- 1997 Inventing the Abbotts como Joan Abbott
- 1993 Digger como Anna Corlett
- 1991 City of Hope como Angela
- 1990 The Man Inside como Judie Brandt
- 1990 Neon Rider como Judith
- 1988 Watchers como Nora Cornell
- 1988 Tiger Warsaw como Karen
- 1986 Jo Jo Dancer, Your Life Is Calling como Dawn
- 1984 Thief of Hearts como Mickey Davis
- 1983 Tell Me That You Love Me como Miri
- 1981 Firebird 2015 AD como Shana